# Mount Forbes
Mount Forbes är ett berg i Kanada.   Det ligger i provinsen Alberta, i den centrala delen av landet, 3 100 km väster om huvudstaden Ottawa. Toppen på Mount Forbes är 3 612 meter över havet.
Terrängen runt Mount Forbes är huvudsakligen bergig. Mount Forbes är den högsta punkten i trakten. Trakten runt Mount Forbes är nära nog obefolkad, med mindre än två invånare per kvadratkilometer.. Det finns inga samhällen i närheten. 
Trakten runt Mount Forbes består i huvudsak av gräsmarker.